# Амоніти (речовини)
Амоніти — вибухові механічні суміші, до складу яких входить амонійна селітра та нітросполуки (тротил, гексоген, динітронафталін, нітрогліцерин, динітрогліколь). Застосовуються в шахтах та кар'єрах. Випускаються у вигляді порошку, патронів, шашок. За водотривкістю поділяються на водостійкі (марка ЖВ) та неводостійкі. За властивостями і призначенням розрізняють: звичайні, запобіжні (для вугільних шахт, небезпечних за газом і пилом), скельні (для міцних г.п.), сірчані (для сірчаних шахт). Типи А.(вітчизняні): № 1ЖВ, № БЖВ, АП-5ЖВ, ПЖВ-20, Т-19.
Амоніти досить безпечні у використанні, мало чутливі до вогню, тертя й удару. Швидкість детонації коливається в межах 2400 − 5100 м/с. Об’єм газоподібних продуктів вибуху 600 – 1000 дм³/кг, теплота вибуху – 2515 − 5450 кДж/кг.
Гігроскопічні. За підвищеної вологості у продуктах вибуху з'являються отруйні гази (оксид вуглецю, оксиди азоту), відбуваються неповні детонації та відмови. Для зменшення гігроскопічності, деякі сорти виготовляють на основі водостійкої селітри, обробленої гідрофобними речовинами. Таким амонітам надають індекс “В” (водостійкий) або ЖВ (перша буква індексу вказує на назву гідрофобної речовини).

## Приклади
Амоніт АП-5ЖВ — потужна запобіжна ВР ІІІ класу обмеженого застосування. Порошкоподібна ВР, світло-жовтого кольору з помітними крупними частинками солі, має досить високі вибухові характеристики, містить 70% селітри, 18% тротилу і 12% полум'ягасника. Застосовується для шпурових зарядів у сухих та мокрих породних вибоях, небезпечних за метаном, але безпечних за пилом.
 Амоніт 6ЖВ — слабкосипкий порошок жовтого кольору, який має нульовий кисневий баланс. Складається з 79% селітри і 21% тротилу. При ретельному виготовленні і добрій упаковці злежується слабко. Випускається у патронованому вигляді і у паперових крафтцелюлозних мішках. Не придатний для механізованого заряджання. Призначений для висадження порід середньої та вище середньої міцності, сухих та вологих шпурів та свердловин, а також вторинного висадження, застосовується також як патрони-бойовики для висадження гранульованих і водовмісних ВР.
 Амоніт нафтовий № 3 ЖВ — запобіжна ВР ІІІ класу, масний на дотик порошок жовтавого кольору, сенсибілізований нітроефірами, водостійкий, чутливий до низьких негативних температур. Застосовується для нафтових та озокеритових шахт, які небезпечні за випарами бензину і важких вуглеводнів.
 Амоніт сірчаний № 1 ЖВ — запобіжна ВР ІІІ класу, сенсибілізована нітроефірами. Має низьку водостійкість, малу потужність, але добру детонаційну здатність. Чутливий до низьких негативних температур, токсичний. Застосовується для сірчаних та колчеданних шахт, які небезпечні за займанням і вибухами сірчаного пилу.
Амоніт скельний № 1 — амонал з добавкою 24% гексогену і 5% алюмінію. Випускається у пресованому вигляді з густиною 1,4-1,58 г/см³, водостійкий, придатний для висадження обводнених міцних порід з гідростатичним напором. Має підвищену чутливість до механічних впливів, виділяє менше отруйних газів, ніж амоніти. Застосовується при проходженні стволів шахт, підняттєвих і горизонтальних виробок у особливо міцних породах.
Амоніт Т-19 — механічна суміш аміачної селітри (61%), тротилу (19%) і кухонної солі (20%).